# الإسلام في المغرب

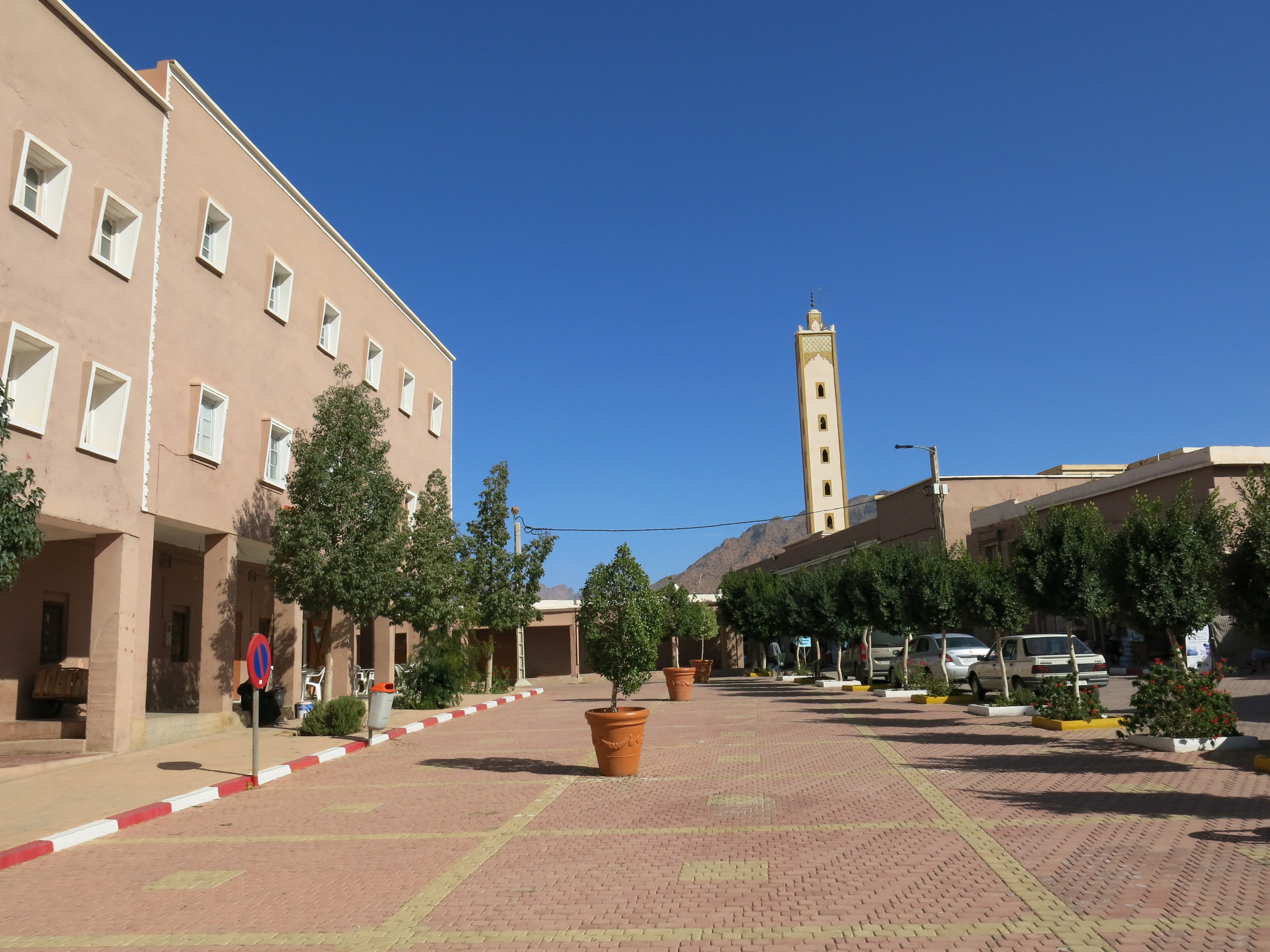
صومعة مسجد في تفراوت.

الإسلام هو الديانة الرسمية للمملكة المغربية، حيث يُعد غالبية المغاربة مسلمين بنسبة %99 من تعداد السكان، تبعا لنهج أهل السنة والجماعة والمذهب المالكي، فيما تتبع أقلية من المغاربة اليهود والمسيحيين الديانة اليهودية والمسيحية.
دخل الإسلام إلى المغرب عام 680م على يد عقبة بن نافع إبان الفتوحات الإسلامية لشمال أفريقيا، وكان هذا الأخير يعمل قائدا عسكريا لدى الأمويين في دمشق. وخلافا لأقاليم وبلدان المشرق العربي لم يكن فتح المغرب بالشيئ الهين، حيث استغرق الأمر أكثر من نصف قرن من (646م إلى 710م).
بعد الانتهاء من فتح المغرب واعتناق جل المغاربة للإسلام، ظهرت بوادر انفصال هذا الإقليم عن الخلافة بالمشرق، وهي الرغبة التي تحققت عقب تأسيس أول دولة إسلامية بالمغرب، تمثلت في الدولة الإدريسية التي أسسها حفيد الرسول الشريف إدريس بن عبد الله (مولاي إدريس) عام 788م، بعد أن حل بالمغرب الأقصى فارا من موقعة فخ قرب مكة عام 786، فاستقر بمدينة وليلي حيث احتضنته قبيلة آوربة الأمازيغية ودعمته حتى أنشأ دولته.
بعد الأدارسة، عرف المغرب تعاقب العديد من السلالات الشريفة المسلمة في حكمه، والتي حرصت جلها على نشر الإسلام في غرب ووسط أفريقيا وصولا إلى الأندلس في إسبانيا، التي بقيت إسلامية لأكثر من 8 قرون حتى سقطت في يد الصليبيين، الذين احتلوا مدينتي سبتة ومليلية والجزر التابعة لهما إنتقاما من المغرب.

## القانون المغربي
ينص الفصل الثالث من الدستور المغربي على أن : «"الإسلام دين الدولة، والدولة تضمن لكل واحد حرية ممارسة شؤونه الدينية".» وبموجبه، يعتبر ازدراء الأديان في المغرب جريمة يعاقب عليها القانون.

## الممارسة
جل المسلمين في المغرب هم من السنة وينتسبون إلى المذهب الفقهي المالكي.